# Тавтиманово (станция)
Тавтима́ново — железнодорожная станция Башкирского региона Куйбышевской железной дороги. Продажа пассажирских билетов. Прием, выдача багажа. Пригородное сообщение.